# Bispo (rappeur)
Pour les articles homonymes, voir Bispo.
Pedro Bispo est né le 12 avril 1992 à Algueirão–Mem Martins au Portugal, connu sous le nom de Bispo, est un rappeur portugais.

## Biographie

### Carrière
En 2014, Bispo a fait ses débuts avec la sortie de son premier album Bispoterapia, depuis lors il a commencé à donner plusieurs concerts du nord au sud du Portugal.
Le 16 janvier 2020, Bispo a annoncé qu'il avait créé son propre label appelé "Mentalidade Free", signant Ivandro (pt) comme son premier artiste.
Fin 2023, Bispo a été lauréat des catégories régionales décernées par MTV, au MTV Europe Music Awards 2023, après avoir reçu le prix du « Meilleur artiste portugais ».
Il a été invité par RTP à composer une entrée pour le Portugal au Concours Eurovision de la chanson 2024. Il a interprété la chanson Casa portuguesa lors de la première demi-finale le 24 février 2024, il ne parvient pas à se qualifier pour la finale,.

## Discographie

### Albums
- 2015 : Desde a Origem
- 2020 : Mais Antigo
- 2025 : Entre Nós

### EP's
- 2014 : Bispoterapia
- 2017 : Fora D'Horas
- 2021 : Mudanças

### Singles
- 2018 : NÓS2 feat. Deezy
- 2018 : Dinâmico
- 2019 : Essa Saia feat. Ivandro (pt)
- 2023 : Planeta feat. Bárbara Tinoco (en)
- 2024 : Full Energy
- 2024 : Contra Probabilidades feat. Julinho KSD (en)
- 2024 : O Teu Cheiro

### Apparitions
- 2019 : Com Licença de Deejay Telio feat. Bispo
- 2020 : Tempo de FrankieOnTheGuitar feat. Tóy Tóy T-Rex, Lon3r Johny & Bispo
- 2023 : Brutos Diamantes de SYRO (pt) feat. Bispo
- 2024 : Bênção de Mizzy Miles feat. Van Zee & Bispo
- 2024 : Tu És Capaz de Fernando Daniel (en) feat. Sara Correia (en) & Bispo